# Oberhergheim
Oberhergheim ist eine französische Gemeinde mit 1.307 Einwohnern (Stand 1. Januar 2022) im Département Haut-Rhin in der Region Grand Est (bis 2015 Elsass). Sie gehört zum Arrondissement Thann-Guebwiller und zum Kanton Ensisheim. Die Bewohner werden Oberhergheimois und Oberhergheimoises genannt.
Die Gemeinde erhielt 2022 die Auszeichnung „Zwei Blumen“, die vom Conseil national des villes et villages fleuris (CNVVF) im Rahmen des jährlichen Wettbewerbs der blumengeschmückten Städte und Dörfer verliehen wird.

## Geografie
Die Gemeinde Obehergheim liegt am linken Ufer der Ill, auf der rechten Seite verläuft der Canal Vauban, der hier nach Nordosten in Richtung Neuf-Brisach abbiegt. Im Westen reicht das Gemeindegebiet bis an die Alte Thur.

## Geschichte
Von 1871 bis zum Ende des Ersten Weltkrieges gehörte Oberhergheim als Teil des Reichslandes Elsaß-Lothringen zum Deutschen Reich und war dem Kreis Gebweiler im Bezirk Oberelsaß zugeordnet.

### Bevölkerungsentwicklung
| Jahr      | 1910  | 1962 | 1968 | 1975 | 1982 | 1990 | 1999 | 2007 | 2020 |
| --------- | ----- | ---- | ---- | ---- | ---- | ---- | ---- | ---- | ---- |
| Einwohner | 1.042 | 874  | 894  | 903  | 957  | 1071 | 1102 | 1212 | 1266 |

## Sehenswürdigkeiten
In der 1844 fertiggestellten klassizistischen St.-Leodegar-Kirche (Église Saint-Léger) befindet sich eine denkmalgeschützte Orgel aus dem Jahre 1853, die sowohl plastisch als auch musikalisch als eine der besterhaltenen und repräsentativsten ihrer Zeit gilt.
Die Geodätische Stele (französisch: Stèle géodésique) liegt im Ortsteil Maschinenzug, wurde 1804 errichtet und ist seit 1979 als Monument historique klassifiziert.

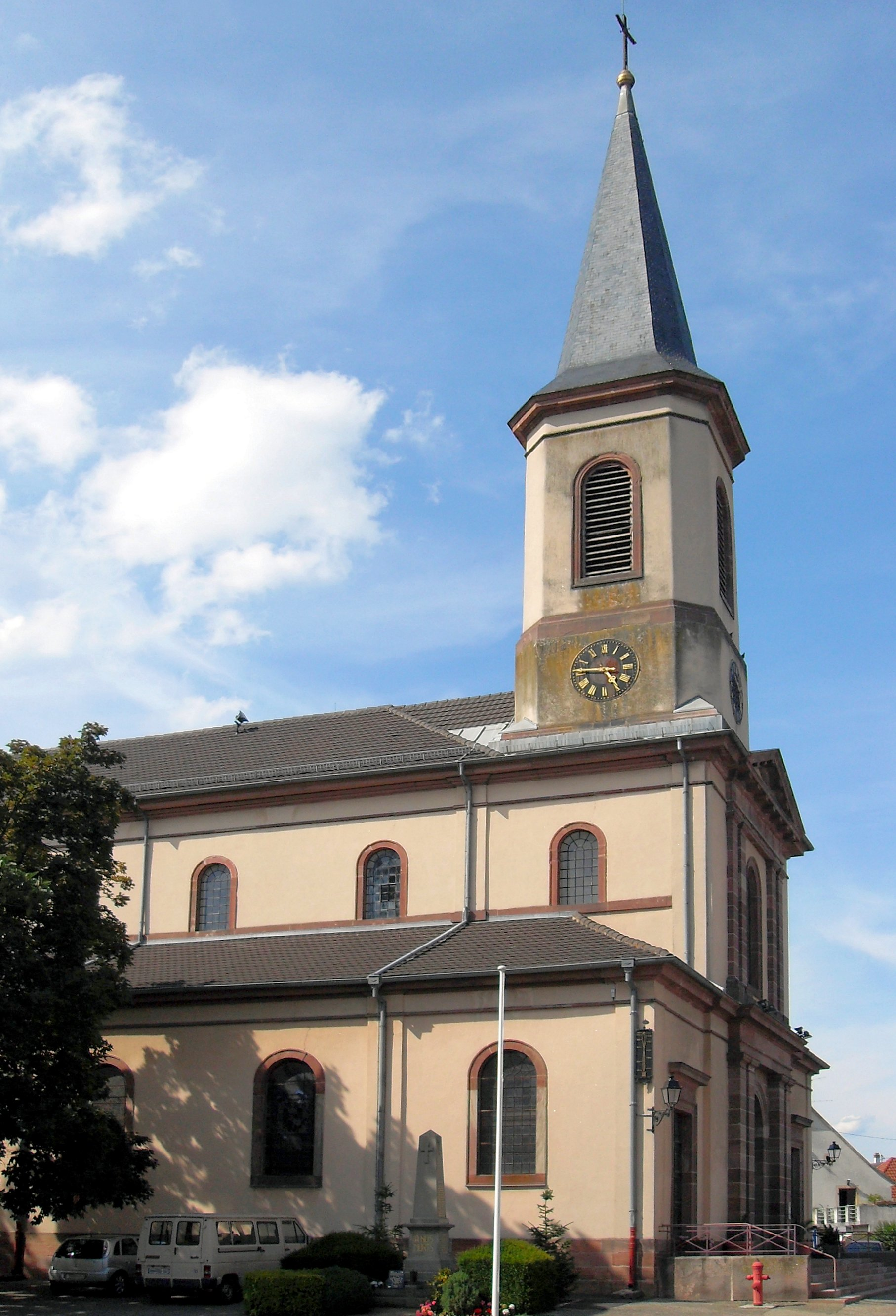
Kirche St. Leodegar
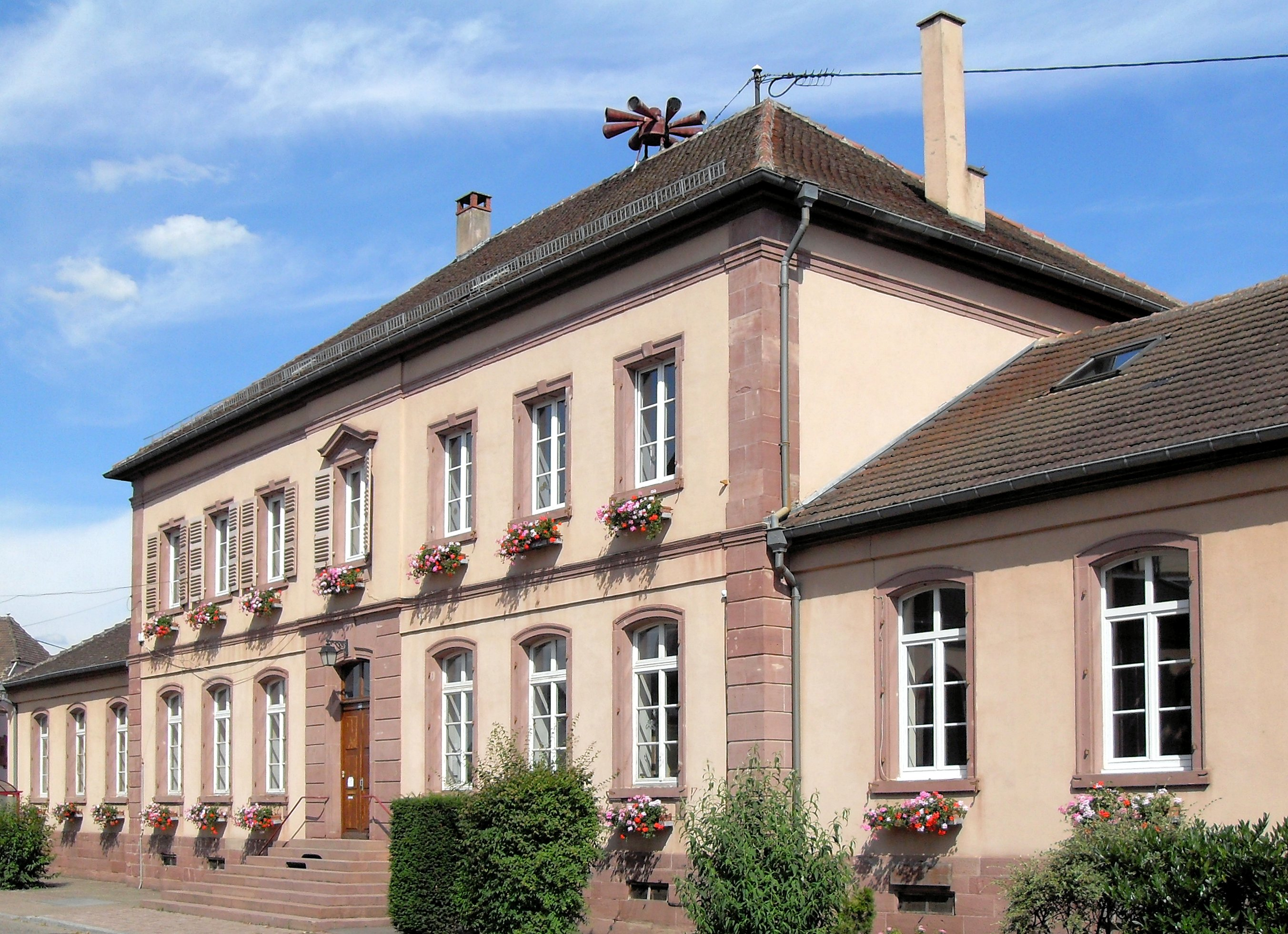
Schule
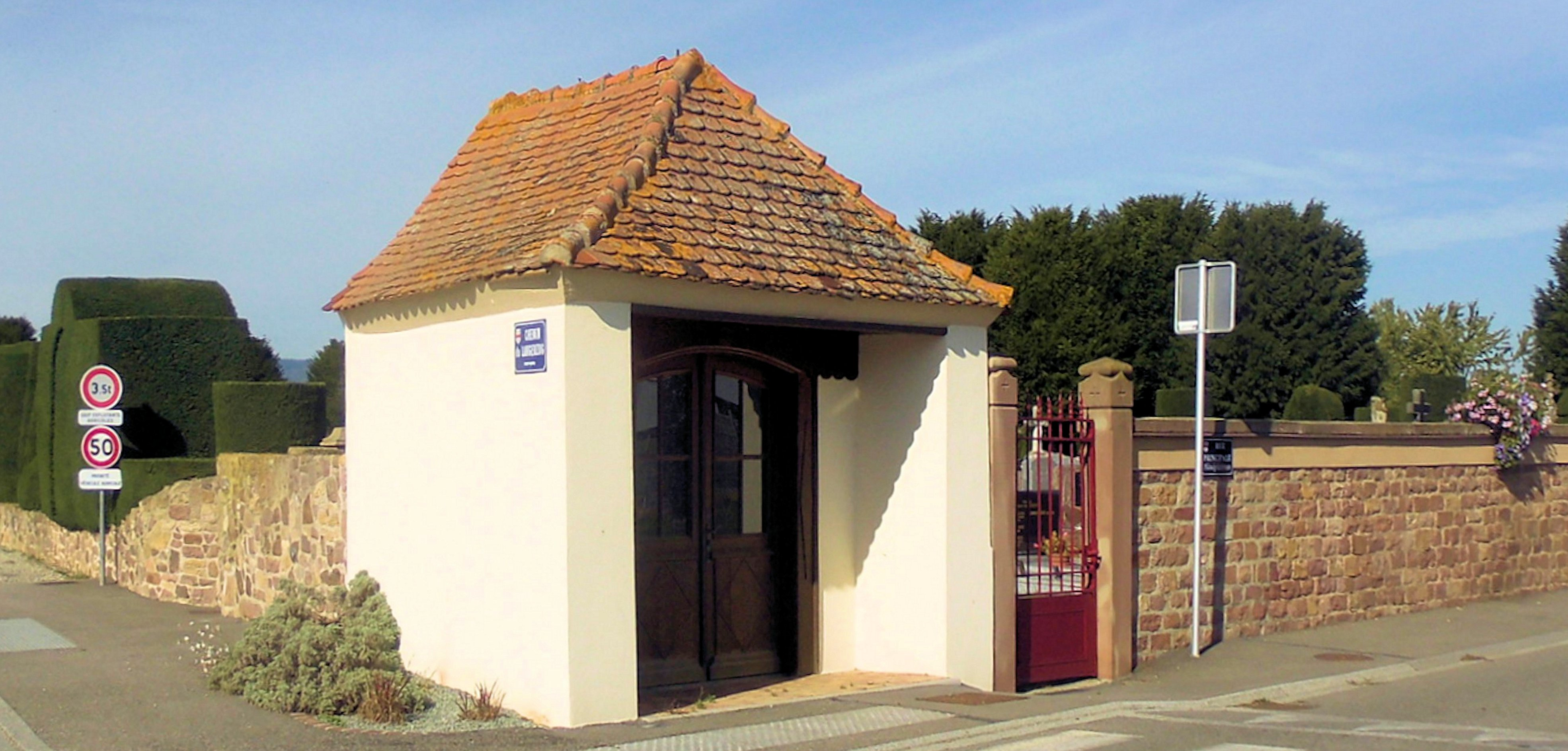
Friedhofskapelle
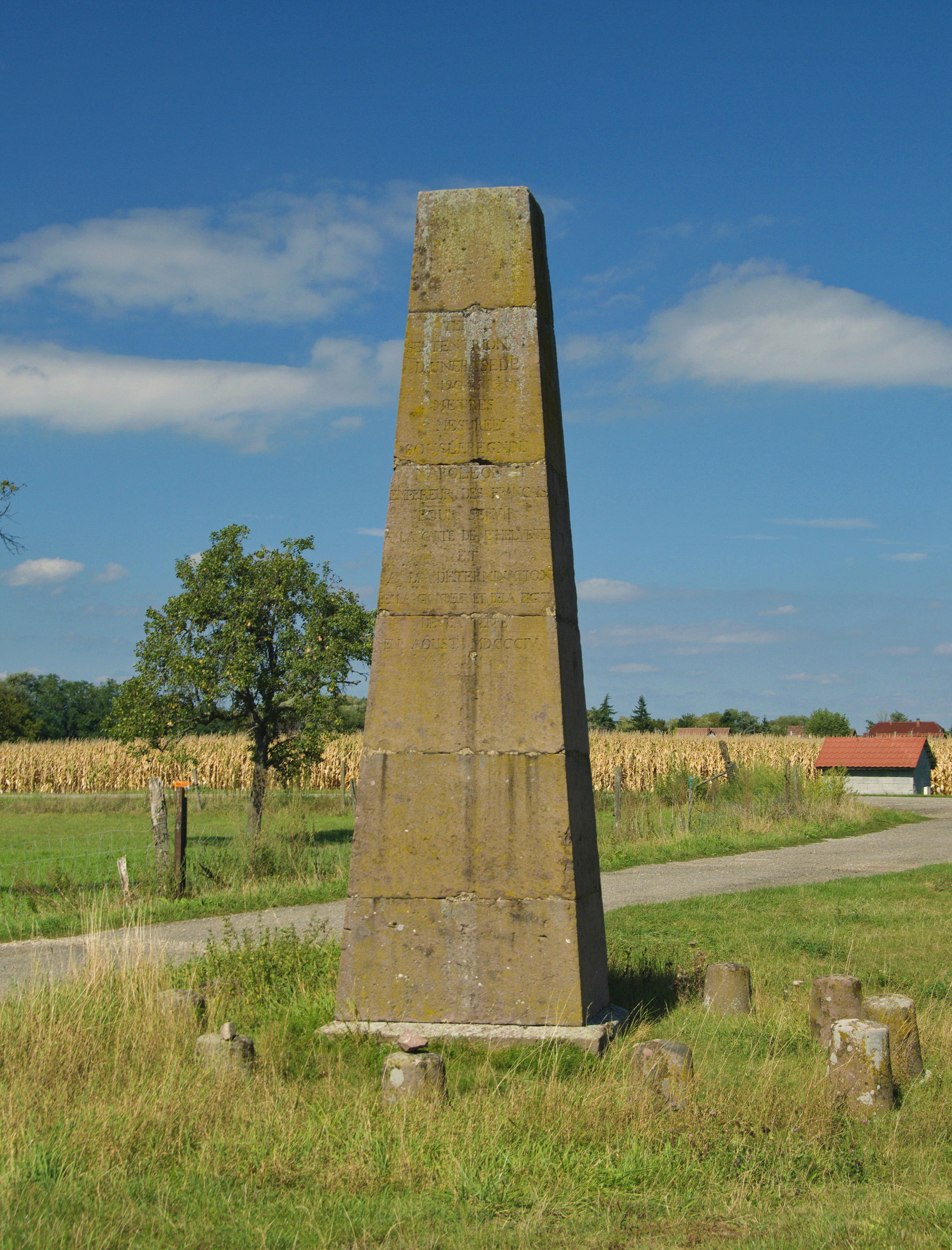
Geodätische Stele

## Persönlichkeiten
- Martin Drölling (1752–1817),[4] bekannter Kunstmaler, Vater des Kunstmalers Michel-Martin Drolling (1786–1851) und von Louise-Adéone Drolling (1797–1834), einer der wenigen erfolgreichen Kunstmalerinnen der damaligen Zeit, wurde in Oberbergheim geboren.
- Joseph Saur (1908–2012) wurde ebenfalls in Oberhergheim geboren, war ein Maler, Bildhauer und Holzschnitzer, der sich überwiegend der sakralen Kunst gewidmet hat. Er hat in seiner langen künstlerischen Schaffenszeit eine Vielzahl von Kirchen im Elsass ergänzt, verschönert und renoviert.[5][6][7]
- Léonard Saur (1933–2019), stammt auch aus Oberhergheim und war der Neffe von Joseph Saur. Beide vereinte die gleiche künstlerische Begabung und sie arbeiteten sehr viel gemeinsam. In der Zeit von 1965 bis 1971 war Léonard Saur auch als Bürgermeister von Oberhergheim tätig.[8]

## Nachweise
1. ↑  OBERHERGHEIM. Conseil national des villes et villages fleuris, abgerufen am 2. August 2023 (französisch).
2. 1 2  Gemeindeverzeichnis Deutschland 1900 – Kreis Gebweiler
3. ↑  Stèle géodésique in der Base Mérimée des französischen Kulturministeriums (französisch)
4. ↑  Oft auch „Drolling“ geschrieben.
5. ↑  Joseph Saur in Alsace-Histoire (franz.)
6. ↑  Joseph Saur in Alsace.Catholique (franz.)
7. ↑  Joseph Saur in Geneawiki (franz.)
8. ↑  Léonhard Saur in Geneawiki (franz.)

Aspach-le-Bas |
Aspach-Michelbach |
Bergholtz |
Bergholtzzell |
Biltzheim |
Bitschwiller-lès-Thann |
Bourbach-le-Bas |
Bourbach-le-Haut |
Buhl |
Burnhaupt-le-Bas |
Burnhaupt-le-Haut |
Cernay |
Dolleren |
Ensisheim |
Fellering |
Geishouse |
Goldbach-Altenbach |
Gueberschwihr |
Guebwiller |
Guewenheim |
Gundolsheim |
Hartmannswiller |
Hattstatt |
Husseren-Wesserling |
Issenheim |
Jungholtz |
Kirchberg |
Kruth |
Lautenbach |
Lautenbachzell |
Lauw |
Le Haut Soultzbach |
Leimbach |
Linthal |
Malmerspach |
Masevaux-Niederbruck |
Merxheim |
Meyenheim |
Mitzach |
Mollau |
Moosch |
Munwiller |
Murbach |
Niederentzen |
Niederhergheim |
Oberbruck |
Oberentzen |
Oberhergheim |
Oderen |
Orschwihr |
Osenbach |
Pfaffenheim |
Raedersheim |
Rammersmatt |
Ranspach |
Réguisheim |
Rimbach-près-Guebwiller |
Rimbach-près-Masevaux |
Rimbachzell |
Roderen |
Rouffach |
Saint-Amarin |
Schweighouse-Thann |
Sentheim |
Sewen |
Sickert |
Soppe-le-Bas |
Soultz-Haut-Rhin |
Soultzmatt |
Steinbach |
Storckensohn |
Thann |
Uffholtz |
Urbès |
Vieux-Thann |
Wattwiller |
Wegscheid |
Westhalten |
Wildenstein |
Willer-sur-Thur |
Wuenheim
 
Kategorie:Ort in Grand Est
Kategorie:Weinbauort in Frankreich
Kategorie:Ort an der Ill (Elsass)